# Juan Álvaro Cienfuegos Villazón
Juan Álvaro Cienfuegos Villazón, S.J. (Agüerina, 27 de fevereiro de 1657 - Roma, 19 de agosto de 1739) foi um cardeal do século XVIII.

## Biografia
Nasceu em Agüerina em 27 de fevereiro de 1657, Diocese de Oviedo, Espanha. Filho de Álvaro Díaz de Cienfuegos, senhor da casa de Agüerina, e de María Villazón Queipo de Llano. Foi batizado em 20 de março de 1657, na paróquia de Agüera, pelo pároco da vizinha paróquia de Almurfe; seus padrinhos foram Bernardo de Grado, pároco de Agüera, e Francisca Gómez, sobrinha deste pároco. Ele tinha dois irmãos, Pedro, que se tornou bispo de Popayán; e José, que se tornou inquisidor de Valladolid; e duas irmãs, Leonor, que se casou com Esteban de las Alas Pumariño; e Teresa, que se casou com Francisco Bello. Ele também está listado como Juan Álvaro Cienfuegos e como Álvaro Díaz de Cienfuegos Sierra.
Estudou filosofia e humanidades na Universidade de Oviedo de 1668-1672; depois, estudou direito no Colégio de San Pelayo, Universidade de Salamanca, de 3 de outubro de 1672 a 1676. Ingressou na Companhia de Jesus em Salamanca, na província jesuíta de Castela, em 15 de março de 1676; professou em 1683; emitiu os votos perpétuos em 24 de agosto de 1693. Em 3 de setembro de 1694, obteve o grau de mestre em teologia em Ávila. Obteve a licenciatura em teologia na Universidade de Salamanca em 25 de agosto de 1694. Obteve o doutorado no Colégio de Ávila, Universidade de Salamanca.
Ordenado em 1692. Professor de teologia, colégio jesuíta, Santiago de Compostela, durante dezasseis anos. Professor de teologia em Salamanca. Professor de teologia pública, Universidade de Salamanca, 1696-1700. Teólogo do Grande Almirante de Castela, Juan Tomás Henríquez. Durante a Guerra da Sucessão Espanhola, desempenhou uma missão diplomática em nome do imperador José I e do seu irmão, o arquiduque Carlos, perante os reis Pedro II e João V de Portugal. Após o triunfo do rei Felipe V da Espanha, obtendo o trono, o padre Cienfuegos não pôde retornar à Espanha. Em 1702, quando o Grande Almirante Henríquez teve de se refugiar em Portugal por causa do seu apoio ao arquiduque Carlos da Áustria, acompanhou-o e assistiu-o no seu leito de morte. Permaneceu em Portugal até 1715 e foi ministro do arquiduque; e visitou a Inglaterra e a Holanda em busca de apoio para as reivindicações do arquiduque.
Criado cardeal sacerdote no consistório de 30 de setembro de 1720; recebeu o gorro vermelho e o título de S. Bartolomeo all'Isola, a 16 de julho de 1721.
Eleito bispo de Catânia, em 20 de janeiro de 1721. Participou do conclave de 1721, que elegeu o Papa Inocêncio XIII. Encarregado de Negócios do Império Austríaco perante a Santa Sé desde 1722. Consagrado, 26 de maio de 1722, terça-feira de Pentecostes, casa dos professos jesuítas, Roma, pelo cardeal Michael Friedrich Althan, bispo de Vác, assistido por Girolamo Mattei, arcebispo de Fermo , e por Sinibaldo Doria, arcebispo titular de Patras. Participou do conclave de 1724, que elegeu o Papa Bento XIII. Promovido à sé metropolitana de Monreale em 21 de fevereiro de 1725. Participou do conclave de 1730. Quando a Sicília caiu para a Espanha em 1734, ele foi de fatoprivado de sua arquidiocese e nomeado administrador da diocese de Pécs, Hungria, mantendo a arquidiocese de Monreale, 15 de novembro de 1735. Renunciou ao governo da arquidiocese de Monreale, 24 de abril de 1739. Teólogo notável, foi autor de obras célebres tanto em teologia quanto em história e biografia.
Morreu em Roma em 19 de agosto de 1739, perto das 10h30. Exposta na igreja de S. Ignazio, Roma, onde teve lugar o funeral, e sepultada na capela da Madona, na igreja de Santissimo Nome di Gesù, Roma.